# Total War: Shogun 2: Fall of the Samurai
Total War: Shogun 2: Fall of the Samurai, abreviado como FotS, é um jogo de computador desenvolvido pela The Creative Assembly e publicado pela Sega. Lançado a 23 de março de 2012, sendo uma expansão standalone de Shogun 2, sétimo título da Série Total War.

## Aspectos do Jogo

### Cenário
O jogo passa-se no Japão, 300 anos depois de Shogun 2, durante os eventos que conduzem a Restauração Meiji, quando a ameaça das potências ocidentais, obrigaram o governo do Japão, mergulhado em um colapso cultural, a se modernizar e eventualmente, eliminar o seus tradicionais Samurais, baseados no sistema feudal.

### Jogabilidade
A expansão Fall of the Samurai ocorre num período posterior aos anteriores jogos da série Total War, há novos recursos, nunca antes vistos em jogos anteriores. Pela primeira vez, as estradas de ferro fazem uma aparição no jogo, permitindo o movimento das tropas muito mais rápido pelo mapa de campanha. A Gatling, uma das primeiras metralhadoras desenvolvidas na história, também aparece no jogo.
Foram introduzidos membros de nações estrangeiras, que apesar de não serem jogáveis, têm um papel integrante no gameplay ao definirem certas unidades a recrutar e o acesso a determinadas tecnologias, mediante o nível de relação com eles.
Navios agora podem, por meio de sua artilharia naval, bombardear unidades inimigas, portos e castelos, diretamente no mapa de campanha. Da mesma forma, artilharia costeira, agora pode ser construída, para combater qualquer navio que se aproxime, no raio de ação desta artilharia.
O combate naval sofreu profundas mudanças, em relação aos títulos anteriores da série, já que os navios agora são a vapor e até mesmo aparecem os primeiros encouraçados da história, como por exemplo o Kotetsu.